# Arrondissement de Mansfeld-Montagne
L'arrondissement de Mansfeld-Montagne est un arrondissement qui existe en Prusse, dans la Zone d'occupation soviétique et en RDA entre 1816 et 1950. Il comprend la partie nord-ouest de la région de Mansfeld (de). Son nom fait référence au terrain montagneux de l'est du Harz, contrairement à l'arrondissement de Mansfeld-Lac (de) voisin. Le chef-lieu de l'arrondissement est Mansfeld.

## Histoire
Dans le cadre des réformes administratives prussiennes après le Congrès de Vienne, l'arrondissement de Mansfeld-Montagne est créé le 1er octobre 1816 dans le district de Mersebourg, dans la province de Saxe. Il comprend l'ancien arrondissement saxon d'Eisleben sans la ville d'Eisleben et le village de Wimmelburg ainsi que le bureau de l'arrondissement d'Ermsleben comprenant Dankerode.
Le 10 août 1876, le corridor urbain dit Hettstedt-Gerbstedt est transférée de l'arrondissement de Mansfeld-Lac à l'arrondissement de Mansfeld-Montagne.
Le 30 septembre 1929, une réforme régionale a lieu dans l'arrondissement de montagne de Mansfeld, conformément à l'évolution du reste de l'État libre de Prusse, dans laquelle presque tous les districts de domaine auparavant indépendants sont dissous et attribués aux communes voisines.
Le 1er avril 1942, les communes de Tilkerode du district de Ballenstedt et d'Unterwiederstedt du district de Bernbourg sont incorporées à l'arrondissement de Mansfeld afin de redresser la frontière entre la Prusse et l'État libre d'Anhalt. Après la dissolution de la province de Saxe le 1er juillet 1944, l'arrondissement appartient à la nouvelle province de Halle-Mersebourg. Au printemps 1945, le territoire de l'arrondissement est occupée par les forces alliées américaines.
Le 15 juillet 1950, une réforme territoriale a lieu en RDA, dans le cadre de laquelle l'arrondissement de Mansfeld-Montagne est dissous : 
- La ville d'Ermsleben et les communes de Dankerode, Königerode et Meisdorf font partie de l'arrondissement de Quedlinbourg.
- Les communes de Großleinungen, Horla, Morungen, Rotha et Wippra deviennent une partie de l'arrondissement de Sangerhausen (de).
- Toutes les autres communes de l'arrondissement de Mansfeld-Montagne sont regroupées avec la ville auparavant indépendante d'Eisleben et une grande partie de la région des lacs de Mansfeld, également dissoute, pour former l'arrondissement d'Eisleben (de).

Le nouveau arrondissement d'Eisleben est divisé en arrondissements d'Eisleben et d'Hettstedt (de) en 1952, qui fusionnent pour former l'arrondissement du pays de Mansfeld en 1994.

## Évolution de la démographie
| Année | Résident | Source |
| ----- | -------- | ------ |
| 1816  | 27 756   | [ 7 ]  |
| 1843  | 34 713   | [ 8 ]  |
| 1871  | 43 324   | [ 9 ]  |
| 1890  | 63 003   | [ 10 ] |
| 1900  | 66 102   | [ 10 ] |
| 1910  | 64 490   | [ 10 ] |
| 1925  | 61 317   | [ 10 ] |
| 1933  | 60 928   | [ 10 ] |
| 1939  | 61 246   | [ 10 ] |
| 1946  | 80 305   | [ 11 ] |

## Politique

### Administrateurs de l'arrondissement
- 1816–1819 Anton von Hardenberg (de)
- 1819–1824 Ludwig von Keller (de)
- 1824–1841 August von Münchhausen (de)
- 1841 – ? 1850 Ernst von Friesen (de)
- 1851–1861 Anton von Krosigk[12]
- 1862–1866 Hans von Hardenberg
- ? – 1883 Friedrich von Koenen (de)
- 1883–1886 Ludwig Bartels (de)
- 1885–1905 Adolf Karl Ferdinand von der Recke (de)
- 1906–1917 Karl von Hassell (de)
- 1917–1921 Otto Bormann (de)
- 1921–1933 Wilhelm Becker (de)
- 1933–1938 Paul Wege (de)
- 1938–1945 Rudolf Schmidt (de)

## Constitution communale
L'arrondissement de Mansfeld-Montagne est initialement divisé en villes, communes et - jusqu'à leur dissolution presque complète en 1929 - districts de domaine. Avec l'introduction de la loi constitutionnelle communale prussienne du 15 décembre 1933 et du Code communal allemand du 30 janvier 1935, le principe du chef est appliqué au niveau communal le 1er avril 1935.

## Villes et communes

### Situation en 1945
En 1945, l'arrondissement de Mansfeld-Montagne comprend quatre villes et 56 autres communes :
| - Abberode - Ahlsdorf - Alterode - Annarode - Arnstedt - Biesenrode - Blumerode - Bräunrode - Braunschwende - Burgörner - Dankerode - Endorf - Ermsleben, ville - Friesdorf - Gorenzen | - Gräfenstuhl - Greifenhagen - Großleinungen - Großörner - Harkerode - Hergisdorf - Hermerode - Hettstedt, ville - Horla - Klostermansfeld - Königerode - Kreisfeld - Leimbach, ville - Mansfeld, ville - Meisberg | - Meisdorf - Möllendorf - Molmerswende - Morungen - Neuplatendorf - Oberwiederstedt - Pansfelde - Paßbruch - Piskaborn - Quenstedt - Rammelburg - Ritterode - Ritzgerode - Rotha - Siebigerode | - Siersleben - Stangerode - Steinbrücken - Sylda - Thondorf - Tilkerode - Ulzigerode - Unterwiederstedt - Vatterode - Walbeck - Welbsleben - Wieserode - Wimmelrode - Wippra - Ziegelrode |

L'arrondissement comprend également une partie du district de domaine non constitué en commune de Pölsfeld .

### Communes dissoutes
- Kupferberg, incorporé à la ville d'Hettstedt en 1879
- Sinsleben, incorporée à la ville d'Ermsleben en 1936

## Personnalités liées à l'arrondissement
- Christian August Friedrich Garcke (1819-1904), botaniste né à Bräunrode.
- Hans von Hardenberg (1824-1887), homme politique né au château d'Oberwiederstedt